# Loreto Valverde Martín
Loreto Valverde Martín (Barcelona, 1 d'octubre de 1966) és una actriu, cantant i presentadora de televisió espanyola.

## Teatre
Nascuda en el si d'una família d'artistes, és filla del cantant Lorenzo Valverde i d'Ángeles Martín, i germana de la també actriu i cantant Marta Valverde. Es va iniciar molt jove al món de l'espectacle, participant en espectacles de revista i teatre, com Por la calle de Alcalá, Con la vida del otro, El chaleco blanco i Amor a medias (2000), d'Alan Ayckbourn. El 2010 va iniciar una gira per Espanya amb l'obra Desnudos en Central Park, dirigida per Jaime Azpilicueta i compartint protagonisme amb Manuel Galiana. El 2011 va intervenir en el musical Sonrisas y lágrimas, dirigit també per Jaime Azpilicueta, que va aixecar el teló el dia 27 de desembre a Tenerife i que va estar de gira per Espanya fins al 27 de setembre de 2012 a Madrid.

## Cinema
Debuta al cinema el 1988 participant en la comèdia de Mariano Ozores Ya no va más, en la qual comparteix cartell, a més de la seva pròpia germana, amb Antonio Ozores. Seguirien, La chica de Tahití (1990), Superagentes en Mallorca (1990), Horror en el Museo de Cera i La noche del ejecutor (1992), de Paul Naschy, Vividor (2000), de Luis Alberto Serrano i un cameo a ¡Ja me maaten...! (2000), de Juan Muñoz estant embarassada.

## Televisió
El seu primer contacte amb el món de la televisió es va produir al programa esportiu Estudio Estadio, de TVE, en el qual va intervenir com a hostessa durant uns mesos el 1989. No obstant això, la popularitat li arribaria gràcies a Telecinco, cadena en la qual va començar col·laborant com convidada assídua al programa VIP Noche (1990), que presentaven Emilio Aragó i Belén Rueda.
La seva inventiva i espontaneïtat davant la càmera —a la qual no va ser aliena la singularitat del to del seu riure— li van guanyar la simpatia del públic, i va ser fitxada com a presentadora de la cadena. El 1991 se la va unir professionalment amb el veterà periodista Javier Basilio per presentar el programa d'humor Qué gente tan divertida. Després seguirien Goles son amores (1992), amb Manolo Escobar, Bellezas al agua (1993), amb Agustín Bravo i La batalla de las estrellas (1994), amb Bertín Osborne.
El 1995 va ser una de les principals actrius de la sèrie La Revista per TVE amb nou participacions cantant, ballant i actuant en aquesta sèrie que va obtenir un gran èxit. Va protagonitzar representacions de la popular La blanca doble, entre d'altres. Després d'un parèntesi, va tornar a televisió el 1997, copresentant amb José Luis Moreno i Paloma Lago l'espai de varietats Risas y Estrellas per TVE fins a 1999. Durant sis anys li ha quedat temps per presentar el Certamen Internacional d'Havaneres i Polifonia de Torrevella, emès per TVE al seu segon canal i al canal internacional per tota Amèrica Llatina.
Just després de néixer la seva filla Judith va tornar a TVE amb el programa Humor se escribe con Hache, a finals del 2000 i principis del 2001. Durant 2002 i 2003 es bolca en un projecte empresarial que la manté allunyada de les càmeres. Torna a la pantalla el 2004, substituint Leticia Sabater al programa Mentiras peligrosas, de Canal 7, versió de l'espai de la peruana Laura Bozzo, Laura en América. El 2004 va participar en el xou d'impacte La Granja, d'Antena 3, on va guanyar la primera edició. El 2005 es queda embarassa de la seva segona filla, a la qual dona a llum el juny de 2006.
Reprèn la seva professió el 2007 tornant a presentar el Certamen Internacional d'Havaneres i Polifonia de Torrevella per a Antena 3, en la seva cadena Nova i Antena 3 Internacional. També ho faria l'any següent per Canal Nou. De 2008 a 2011 participa com a actriu en la sèrie d'esquetxs dins del programa d'entreteniment Noche Sensacional per FORTA.

## Música
També ha gravat dos discs amb la seva germana Marta Valverde: Caramelo i Ángelo. Ambdues van ser finalistes en el Festival de Benidorm de 1993, amb la cançó "Enamoradas del mismo sueño".